# Cotulla (Teksas)
Cotulla je grad u američkoj saveznoj državi Teksas. Prema popisu stanovništva iz 2010. u njemu je živjelo 3.603 stanovnika.